# Sennori
Sennori – miejscowość i gmina we Włoszech, w regionie Sardynia, w prowincji Sassari.
Według danych na rok 2019 gminę zamieszkiwało 7092 osób, 226 os./km². Graniczy z Osilo, Sassari, Sorso i Tergu.